# Ladislav Horský
Ladislav Horský (18. září 1927 Valaská – 24. září 1983 Brno) byl československý lední hokejista, trenér, teoretik, funkcionář a vysokoškolský profesor.
S hokejem začínal na Slovensku, kdy hrál od roku 1944 v ŠK Breznu. O dva roky přestoupil do VŠ Bratislava. Zde setrval do roku 1952, kdy přestoupil do pražského ATK. Po dvou odehraných letech přestoupil do Tankisty Praha. V roce 1956 se vrátil zpět do bratislavskému klubu. V roce 1958 ukončil aktivní kariéru. V nejvyšší hokejové lize odehrál v 11 sezónách kolem 150 zápasů a vstřelil 71 gólů. V reprezentačním dresu odehrál 12 zápasů, vstřelil 4 góly.
V letech 1958–1963 a 1976–1981 působil jako trenér hokejového mužstva Slovan Bratislava, v letech 1963–1964 konzultant a vedoucí reprezentačního mužstva Rumunska. V letech 1968–1969 trenér německých mužstev München, Oberstdorf a Düsseldorf, 1971–1975 VSŽ Košice, 1958–1960 u československé reprezentace jako asistent Eduarda Fardy, 1961–1968 vybraného mužstva akademického mužstva ČSSR a 1971–1982 juniorských a B-mužstva ČSSR.
V roce 2002 byl uveden do Síně slávy slovenského hokeje, o dva roky později do Síně slávy IIHF a v roce 2010 do Síně slávy českého hokeje.